# Éliminatoires de la Coupe du monde féminine de football 2015
Navigation
Édition précédente Édition suivante
Les qualifications pour la Coupe du monde féminine de football 2015 permettent de déterminer 23 des 24 formations présentes en phase finale au Canada (l'équipe canadienne étant qualifiée d'office).
Les qualifications sont organisées au sein des confédérations continentales. De ce fait, la difficulté pour obtenir une place en phase finale dépend à la fois du niveau du jeu et du nombre de places réservées au continent d'origine d'une équipe.

## Liste des qualifiés
| Équipes          | Parcours                                             | Date de qualification                                | Participation en phase finale | Nbre d'apparitions consécutives | Meilleure performance passée        | Classement FIFA |
| ---------------- | ---------------------------------------------------- | ---------------------------------------------------- | ----------------------------- | ------------------------------- | ----------------------------------- | --------------- |
| Canada           | Qualifié d'office (Hôte), désignation le 3 mars 2011 | Qualifié d'office (Hôte), désignation le 3 mars 2011 | 6e                            | 6                               | Quatrième (2003)                    | -               |
| Japon            | Vainqueur de la Coupe d'Asie des nations 2014        | 18 mai 2014                                          | 7e                            | 7                               | Champions (2011)                    | -               |
| Australie        | Finaliste de la Coupe d'Asie des nations 2014        | 18 mai 2014                                          | 6e                            | 6                               | Quarts de finale (2007, 2011)       | -               |
| Chine            | Troisième de la Coupe d'Asie des nations 2014        | 19 mai 2014                                          | 6e                            | 1                               | Finaliste (1999)                    | -               |
| Corée du Sud     | Quatrième de la Coupe d'Asie des nations 2014        | 19 mai 2014                                          | 2e                            | 1                               | 1er tour (2003)                     | -               |
| Thaïlande        | Cinquième de la Coupe d'Asie des nations 2014        | 21 mai 2014                                          | 1e                            | 1                               | -                                   | -               |
| Suisse           | Vainqueur du groupe C de la zone UEFA                | 15 juillet 2014                                      | 1e                            | 1                               | -                                   | -               |
| Angleterre       | Vainqueur du groupe F de la zone UEFA                | 21 août 2014                                         | 4e                            | 3                               | Quarts de finale (1995, 2007, 2011) | -               |
| Norvège          | Vainqueur du groupe E de la zone UEFA                | 13 septembre 2014                                    | 7e                            | 7                               | Champions (1995)                    | -               |
| Allemagne        | Vainqueur du groupe A de la zone UEFA                | 13 septembre 2014                                    | 7e                            | 7                               | Champions (2003, 2007)              | -               |
| Espagne          | Vainqueur du groupe B de la zone UEFA                | 13 septembre 2014                                    | 1e                            | 1                               | -                                   | -               |
| France           | Vainqueur du groupe G de la zone UEFA                | 13 septembre 2014                                    | 3e                            | 2                               | Quatrième (2011)                    | -               |
| Suède            | Vainqueur du groupe D de la zone UEFA                | 17 septembre 2014                                    | 7e                            | 7                               | Finaliste (2003)                    | -               |
| Brésil           | Vainqueur de la Copa América 2014                    | 26 septembre 2014                                    | 7e                            | 7                               | Finaliste (2007)                    | -               |
| Colombie         | Deuxième de la Copa América 2014                     | 26 septembre 2014                                    | 2e                            | 2                               | 1er tour (2011)                     | -               |
| Nigeria          | Vainqueur de la CAN 2014                             | 22 octobre 2014                                      | 7e                            | 7                               | Quarts de finale (1999)             | -               |
| Cameroun         | Deuxième de la CAN 2014                              | 22 octobre 2014                                      | 1e                            | 1                               | -                                   | -               |
| États-Unis       | Vainqueur du Championnat féminin de la CONCACAF 2014 | 24 octobre 2014                                      | 7e                            | 7                               | Champions (1991, 1999)              | -               |
| Costa Rica       | Finaliste du Championnat féminin de la CONCACAF 2014 | 24 octobre 2014                                      | 1e                            | 1                               | -                                   | -               |
| Côte d'Ivoire    | Troisième de la CAN 2014                             | 25 octobre 2014                                      | 1e                            | 1                               | -                                   | -               |
| Mexique          | Troisième du Championnat féminin de la CONCACAF 2014 | 26 octobre 2014                                      | 3e                            | 2                               | 1er tour (1999, 2011)               | -               |
| Nouvelle-Zélande | Vainqueur de la Coupe d'Océanie 2014                 | 29 octobre 2014                                      | 4e                            | 3                               | 1er tour (1991, 2007, 2011)         | 19e             |
| Pays-Bas         | Vainqueur des barrages de la zone UEFA               | 27 novembre 2014                                     | 1re                           | 1                               | -                                   | -               |
| Équateur         | Vainqueur du barrage CONMEBOL-CONCACAF               | 2 décembre 2014                                      | 1re                           | 1                               | -                                   | -               |

## Bilan par confédération
| Confédération | Équipes engagées | Équipes éliminées | Équipes qualifiées | Fin des qualifications |
| ------------- | ---------------- | ----------------- | ------------------ | ---------------------- |
| UEFA          | 46               | 38                | 8                  | 27 novembre 2014       |
| CAF           | 26               | 23                | 3                  | 25 octobre 2014        |
| CONCACAF      | 31               | 26,5              | 4,5                | 2014                   |
| CONMEBOL      | 10               | 7,5               | 2,5                | 2014                   |
| AFC           | 20               | 15                | 5                  | 25 mai 2014            |
| OFC           | 11               | 10                | 1                  | 2014                   |
| Total         | 144              | 120               | 23                 |                        |

## Résultats des qualifications par confédération

### Europe
Le format des éliminatoires européens est le suivant :
- Une phase préliminaire entre les moins bonnes équipes nationales européennes selon le classement FIFA à jour lors du tirage au sort qui permet  de réduire le nombre d'équipes en compétition à 42.
- Une phase de groupe principale avec sept groupes de six équipes. Les vainqueurs de groupe sont qualifiés directement pour la phase finale.
- Les quatre meilleurs deuxièmes de groupe se disputent lors de matchs de barrages la dernière place qualificative.

### Amérique du Sud
Les équipes qualifiées pour le Mondial 2015 le sont via la Copa América féminine 2014. Les deux équipes qualifiées sont les deux finalistes de la compétition. Le troisième du Sudamericano Femenino dispute un barrage face à une équipe de la CONCACAF.

### Afrique
Les qualifications pour la Mondial 2015 se font à travers le Championnat d'Afrique de football féminin 2014. Les qualifiées sont les équipes qui terminent aux trois premières places de la compétition.

### Amérique du Nord, Centrale et Caraïbes
Les équipes qualifiées pour le Mondial 2015 le sont via le Championnat féminin de la CONCACAF 2014. Les quatre équipes qualifiées directement sont les quatre demi-finalistes de la compétition. Elles rejoignent le Canada, représentant de la même confédération et qualifié d'office. Le cinquième du Championnat féminin de la CONCACAF dispute un barrage face à une équipe de la CONMEBOL.

### Asie
Les équipes qualifiées pour le Mondial 2015 le sont via la Coupe d'Asie des nations de football féminin 2014. Les cinq équipes qualifiées sont celles classées aux cinq premières places de la compétition.

### Océanie
Les équipes qualifiées pour le Mondial 2015 le sont via la Coupe d'Océanie de football féminin 2014. L'équipe qualifiée est la championne d'Océanie de football féminin.

### Barrage CONMEBOL-CONCACAF
L'équipe classée cinquième du Championnat féminin de la CONCACAF 2014 affronte en barrage le troisième du Copa América féminine 2014.
| Équipe 1 | Résultat | Équipe 2          | Aller | Retour |
| -------- | -------- | ----------------- | ----- | ------ |
| Équateur | 1 – 0    | Trinité-et-Tobago | 0 - 0 | 1 - 0  |

| 8 novembre 2014 | Équateur | 0 – 0 | Trinité-et-Tobago | Estadio Olímpico Atahualpa, Quito |                               |
| 14h00 UTC−5     |          |       |                   | Arbitrage : Bibiana Steinhaus     | Arbitrage : Bibiana Steinhaus |
| 14h00 UTC−5     | Rapport  |       |                   | Arbitrage : Bibiana Steinhaus     | Arbitrage : Bibiana Steinhaus |

| 2 décembre 2014 | Trinité-et-Tobago | 0 – 1   | Équateur        | Hasely Crawford Stadium, Port-d'Espagne |                            |
| 18h00 UTC−4     |                   | (0 - 0) | 90+1e Quinteros | Arbitrage : Esther Staubli              | Arbitrage : Esther Staubli |
| 18h00 UTC−4     | Rapport           |         |                 | Arbitrage : Esther Staubli              | Arbitrage : Esther Staubli |